# April Skies
April Skies è un singolo del gruppo musicale britannico The Jesus and Mary Chain, pubblicato il 20 aprile 1987 come primo estratto dall'album Darklands.
Il singolo raggiunse il nº 8 della classifica britannica, facendolo diventare il loro maggior successo nel Regno Unito.

## Tracce
Testi e musiche di W. e Jim Reid, eccetto ove indicato.

### 7"
Lato 1
1. April Skies - 3:08

Lato 2
1. Kill Surf City - 3:08

### 2x7" (Edizione limitata)
- Disco 1

Lato A
1. April Skies

Lato B
1. Kill Surf City

- Disco 2

Lato A
1. Mushroom (Live) (Can)

Lato B
1. Who Do You Love (McDaniels)

### 12"
Lato 1
1. April Skies (Long Version) - 4:00

Lato 2
1. Kill Surf City - 3:10
2. Who Do You Love - 4:04 (McDaniels)